# Афляк, Мишель
Мишель Афляк (араб. ميشيل عفلق‎; 9 января 1910, Дамаск, Османская империя — 23 июня 1989, Париж, Франция) — сирийский и иракский политический и партийный деятель, философ, социолог. Сторонник арабского социализма, теоретик и один из основателей идеологии баасизма и партии Баас. Выступал за объединение всех арабов в единую нацию и создание единого арабского государства, основанного на принципах социальной справедливости. Православный.

## Биография
Родился 9 января 1910 года в Дамаске в православной христианской семье среднего класса. Его отец, Иосиф, работал торговцем зерном. Афляк сначала получил образование в вестернизированных школах французской Сирии. В 1929 году он покинул Сирию, чтобы изучать философию за границей в Сорбонне в Париже. Во время своего пребывания Афляк находился под влиянием работ Анри Бергсона и познакомился со своим будущим коллегой Салах ад-Дином аль-Битаром, сирийским националистом. Афляк основал Арабский студенческий союз в Сорбонне и открыл для себя труды Карла Маркса. Он вернулся в Сирию в 1932 году и стал активным участником коммунистического движения, но покинул его, когда правительство Леона Блюма, поддержанное Французской коммунистической партией (ФКП), продолжило старую политику Франции по отношению к своим колониям. Афляк и другие считали, что ФКП проводит политику, направленную на обеспечение независимости французских колоний. Не помогло и то, что Сирийско–Ливанская коммунистическая партия (СЛКП) поддерживала решения ФКП. С тех пор Афляк рассматривал коммунистическое движение как инструмент влияния СССР. На него произвели впечатление организация и идеология Сирийской социал-националистической партии Антуна Саада.
В 1947 году вместе с мусульманином-суннитом Салахом ад-Дин аль-Битаром и алавитом Заки аль-Арсузи создал на базе организации «Арабское возрождение» Партию арабского социалистического возрождения (Баас). После раскола в баасистском движении в 1968 году присоединился к проиракской фракции Баас. По некоторым данным, перед смертью перешёл из православия в ислам. 
Скончался 23 июня 1989 года. Был похоронен в Ираке по мусульманскому обряду, во время похорон его тело нёс в том числе Саддам Хусейн.
Испытал сильное влияние Саты аль-Хусри. Выступал за объединение всех арабов в единую нацию и создание единого арабского государства, основанного на принципах социальной справедливости.